# Mathieu Donnart
Mathieu Donnart, né le 30 juillet 1904 à Landerneau  et mort  le 29 juillet 1944 à Pluméliau, fut, sous le pseudonyme de Colonel Le Poussin, un cadre de la Résistance dans le Finistère.

## Biographie
Après des études à l'ICAM de Lille, il devient ingénieur employé à la Compagnie de l'eau et de l'ozone à Brest et se marie le 15 septembre 1930 à Brest avec Jeanne Gourvenec, dont il eut deux enfants, Jean-Yves (né en 1934) et Alain (né en 1939).
Mobilisé en 1939, il participe aux combats de mai-juin 1940 en France dans la division de chars commandée par le général de Gaulle et est promu capitaine. Démobilisé après la défaite de juin 1940, il reprend son travail à Brest.
En mars 1943, il devient le responsable de Libération-Nord dans le Finistère. Son alias est Colonel Le Poussin. Nommé chef de l'Armée Secrète dans le Finistère par le général Audibert, il l'organise, réunissant différents mouvements de résistance locaux (Libération-nord, Défense de la France, Vengeance, O.R.A.), regroupant en tout 11 000 hommes environ en juin 1944, et installe son poste de commandement au manoir de Kérivoal à Quimper.
Il est arrêté à Bubry le 27 juin 1944 par des feldgendarmes, en compagnie du lieutenant de gendarmerie Jean Jamet, originaire de Lanvénégen, du gendarme Pierre Mourisset, originaire de Saint-Laurent-Médoc, tous deux en poste à Quimperlé, et de deux opérateurs radios. Ils sont détenus et torturés dans une annexe du lycée de Pontivy. Pierre Mourissetest fusillé le 18 juillet 1944 à Bieuzy, Mathieu Donnart, Jean Jamet et six autres patriotes sont fusillés le 29 juillet 1944 à Pluméliau.
Roger Bourrières, alias lieutenant-colonel Berthaud, remplace Mathieu Donnart à la tête de l'Armée Secrète dans le Finistère. L'AS est dissoute le 1er février 1944, fusionnant avec l'ORA et les FTPF pour former les FFI.

## Distinctions
- Médaille de la Résistance française avec rosette (24 avril 1946)[4]

## Commémorations
Une stèle commémorative a été inaugurée par le général de Gaulle le 25 juillet 1947 au Rodu en Pluméliau, où il repose avec 8 de ses compagnons de cellule de la prison de Pontivy (Mathieu Donnart commandant des FFI du Finistère, Jean-Louis Jamet, lieutenant de gendarmerie à Quimperlé, François Loscun et René Philippeau arrêtés le 27 juin, les parachutistes Georges Willard, Jacques Brouiller et Charles Flament, les résistants François Le Mouée et Gustave Cléro),.
Une plaque commémorative est apposée au 78 rue Jean Jaurès à Brest où il habitait.
Son nom a été attribué à de nombreuses rues dans diverses villes du Finistère, dont Brest.